# Nikon D2H

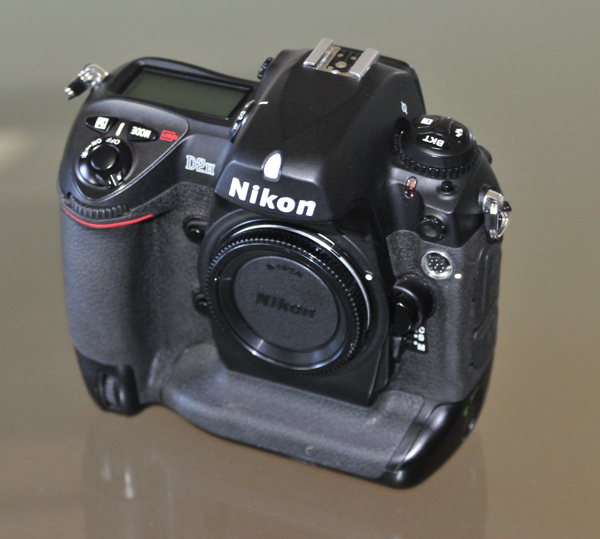
Nikon D2H

Nikon D2H är en digital systemkamera som introducerades i slutet på 2003.. Den har en CCD-sensor med 4,1 megapixlar och sekvenstagning med 8 bilder per sekund. Kamerahuset är gjort i slitstarkt magnesium som ska tåla lättare regn och hålla ute damm. När den introducerades var den klassad som världens snabbaste systemkamera.